# Luis González Velázquez

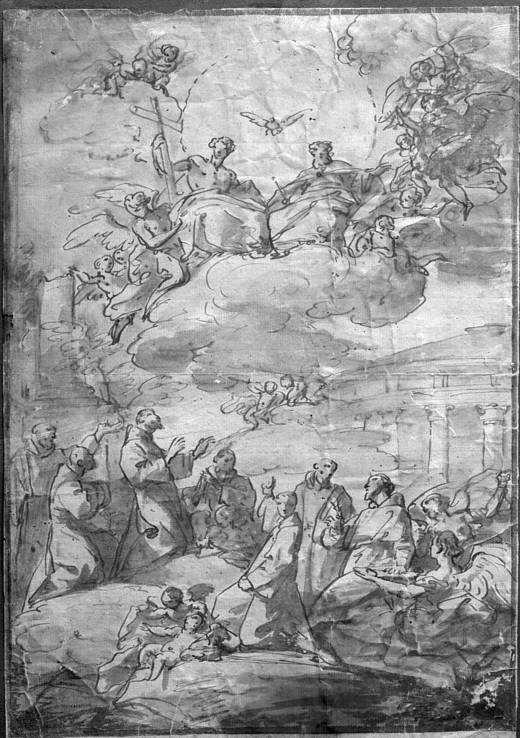
La Trinidad y santos franciscanos, dibujo a la aguada y pluma, Madrid, Museo del Prado.

Luis González Velázquez (Madrid, 25 de agosto de 1715-24 de mayo de 1763) fue un pintor español, hijo de Pablo González Velázquez y hermano mayor de los también pintores Alejandro y Antonio González Velázquez.

## Biografía
Nacido en Madrid el 25 de agosto de 1715; estudió pintura en la Junta Preparatoria para la constitución de la Real Academia de Bellas Artes de San Fernando de la que fue elegido académico de mérito en 1753 y teniente director de pintura un año después. Entre 1741 y 1742 trabajó en La Puebla de Montalbán (Toledo), donde ejecutó las pinturas murales de la ermita de Nuestra Señora de la Soledad, entre ellas una serie de heroínas bíblicas en las pechinas, en las que se manifiesta con rotundidad la raíz italianizante de su estilo rococó. Desde 1744, al menos, colaboró con Santiago Bonavía en las decoraciones del Real Coliseo del Buen Retiro, formándose en la técnica de la quadratura. En abril de 1758 Corrado Giaquinto declaraba en un memorial que Luis González Velázquez había trabajado a sus órdenes en la decoración de las Salesas Reales. El mismo año fue nombrado pintor de cámara, con una dotación de 9.000 reales anuales, aunque el reducido número de trabajos hechos para el rey induce a pensar que el título tuviese un carácter principalmente honorífico.  Casado con Luisa Izquierdo y padre de al menos una hija, falleció en Madrid, donde tenía residencia en la calle de Huertas, el 24 de mayo de 1763.

## Obra
Pintó al fresco las decoraciones de las bóvedas y cúpulas de numerosas iglesias madrileñas, en algún caso en colaboración con sus hermanos, resultando difícil delimitar la parte que corresponde a cada uno de ellos. El estilo ilusionista de su pintura, con amplios rompimientos de gloria y arquitecturas fingidas de brillante colorido, acusa las enseñanzas barrocas recibidas en el círculo de pintores italianos que rodeaban a Santiago Bonavía, reforzadas en la colaboración con Corrado Giaquinto. 
Entre las obras conservadas de Luis González Velázquez pueden destacarse las pinturas de la cúpula y pechinas de la iglesia de San Marcos en la calle de San Leandro, concluidas en 1753, donde en uno de los encasamientos representó la batalla de Almansa por haber tenido lugar dicha batalla el día de la fiesta del santo titular. Tomó parte también en las pinturas de la bóveda del Real Monasterio de la Encarnación, en la decoración mural de la iglesia de San Justo y Pastor, actual Basílica Pontificia de san Miguel, donde le corresponderá el medio punto sobre el altar mayor, y en las bóvedas y cúpula de la iglesia del convento de las Salesas Reales. Una intervención más amplia le correspondió en la decoración mural de la iglesia del convento de monjas bernardas del Sacramento y en las pinturas de la capilla de Santa Teresa en el convento de San Hermenegildo, actual parroquia de San José, donde al óleo pintó en las pechinas una nueva serie de heroínas bíblicas y en los machones cuatro santas carmelitas, entre ellas Santa María Magdalena de Pazzi, firmada y fechada, «a su devoción» en 1637. 
Otras obras mencionadas por Ceán son los adornos y figuras infantiles de la fachada de la Casa de la Panadería, ya desaparecidas,  dos óleos en la Academia de Bellas Artes representando a Mercurio adormeciendo a Argos, de pequeño tamaño, y a Adán y Eva expulsados del Paraíso, y diversas alegorías de virtudes en el techo de la antecámara del cuarto de la reina en el Palacio Nuevo, que habrían sido sus últimas pinturas.